# Tezos
Tezos (XTZ) – to zdecentralizowana platforma oparta na technologii blockchain z własną kryptowalutą XTZ. Sieć Tezos funkcjonuje od czerwca 2018 r. i oparta jest na algorytmie konsensusu Proof of Stake (nie występuje w niej kopanie, jak np. w bitcoinie lub Ethereum). Tezos docelowo ma stać się pierwszą zdecentralizowana platformą, która samoistnie wprowadza do kodu źródłowego poprawki i ewoluuje (ang. self-amending crypto ledger). Tezos, podobnie jak m.in. Ethereum, pozwala na tworzenie smart kontraktów oraz zdecentralizowanych aplikacji.

Logo

## Specyfikacja kryptowaluty
Ustalono, że maksymalnie zostanie wyemitowanych 763 306 930 monet XTZ. Dotychczas w rękach użytkowników znalazło się 607 489 041 XTZ. Warto podkreślić, że w przypadku kryptowaluty Tezos nie ma mowy o miningu – tej kryptowaluty się nie wydobywa, a jest ona dostępna jedynie w ramach ICO lub na giełdach kryptowalutowych. Pierwszy blok został wydobyty w październiku 2017 roku. Liczba bloków wynosi 109 500, a średni czas pomiędzy blokami to 1 minuta.

### Autopoprawka (ang. self-amendment)
Pozwala ona Tezos uaktualnić się bez konieczności dzielenia („rozwidlenia”) sieci na dwa różne blockchainy. Jest to ważne, ponieważ sugestia lub oczekiwanie rozwidlenia może podzielić społeczność, zmienić motywacje interesariuszy i zakłócić efekty sieciowe, które tworzą się z czasem. Dzięki autopoprawce, koszty koordynacji i wykonania aktualizacji protokołu są zredukowane, a przyszłe innowacje mogą być bezproblemowo wdrażane.

### Zarządzanie On-Chain
W Tezos wszyscy interesariusze mogą uczestniczyć w zarządzaniu protokołem. Cykl wyborczy zapewnia formalną i systematyczną procedurę dla zainteresowanych stron, aby osiągnąć porozumienie w sprawie proponowanych zmian protokołu. Poprzez połączenie tego mechanizmu on-chain z autopoprawkami, Tezos może zmienić ten początkowy proces wyborów, aby przyjąć lepsze mechanizmy zarządzania, gdy zostaną odkryte.

### Zdecentralizowana innowacja
Proponowane zmiany, które są akceptowane przez interesariuszy, mogą obejmować płatności dla osób lub grup, które poprawiają protokół. Ten mechanizm finansowania zachęca do intensywnego uczestnictwa i decentralizuje utrzymanie sieci. Wspieranie aktywnego, otwartego i zróżnicowanego ekosystemu deweloperów, który jest zachęcany do wnoszenia wkładu do protokołu, ułatwi rozwój i przyjęcie Tezos.

### Inteligentne kontrakty i formalna weryfikacja
Tezos oferuje platformę do tworzenia inteligentnych kontraktów i budowania zdecentralizowanych aplikacji, które nie mogą być cenzurowane lub wyłączane przez strony trzecie. Ponadto, Tezos ułatwia formalną weryfikację, technikę używaną do poprawy bezpieczeństwa poprzez matematyczne udowodnienie właściwości programów takich jak inteligentne kontrakty. Technika ta, jeśli jest stosowana prawidłowo, może pomóc uniknąć kosztownych błędów i kontrowersyjnych debat, które po nich następują.

## Historia i twórcy
Projekt Tezos został stworzony przez małżeństwo Arthura i Kathleen Breitman w 2014 r. (w lipcu tego roku opublikowano whitepaper). Założona przez małżeństwo spółka Dynamic Ledger Solutions jest formalnym właścicielem kodu źródłowego projektu i zajmuje się jego rozwojem. Prezesem, założonej w celach przeprowadzenia zbiórki funduszy podczas ICO, Tezos Foundation jest Johann Gevers, który dysponował funduszami powierzonymi przez inwestorów w wyjątkowo udanym ICO. Konflikty wewnątrz projektu, pomiędzy Dynamic Ledger Solutions a Tezos Foundation, wywołały wiele krytyki ze strony inwestorów i obserwatorów, a także przyczyniły się do pozwu sądowego przeciwko zespołowi.
Fundusze na rozwój platformy zebrano podczas sprzedaży tokenów w ICO, trwającym od 1 do 14 lipca 2017 r. Ówcześnie było to najbardziej udane ICO, które zebrało od inwestorów fundusze o równowartości 232 mln dolarów (obecnie znajduje się na trzecim miejscu, za EOS oraz Filecoin), sprzedając ponad 607 mln tokenów (80% dostępnych). Tokeny TEZ były oparte na technologii Ethereum, przy pomocy smart kontraktu ERC20. Co ciekawe, ICO nie posiadało określonej wcześniej liczby tokenów, ani docelowej kwoty do zebrania.
Jednak tym, co wzbudziło największe kontrowersje wokół projektu Tezos, było wielokrotne niewywiązanie się z obietnic złożonych inwestorom. Po pierwsze, tokeny TEZ miały być akceptowane na giełdach kryptowalut, jednak przez długi czas tak się nie działo, co więcej inwestorzy w świetle umowy z Tezos Foundation dokonali dobrowolnej wpłaty bez gwarancji zwrotu, zaś tokeny TEZ zostały określone jako nieposiadające charakteru spekulacyjnego. Po drugie zaś, wg obietnic twórców sieć testowa miała być dostępna jeszcze w 2017 r. w kilka miesięcy po zakończeniu lipcowego ICO. Jak się jednak okazało, ze względu na wewnętrzne konflikty i problemy organizacyjne, datę tę wielokrotnie przekładano, co doprowadziło do pozwu przeciwko projektowi Tezos, który wpłynął do Sądu Okręgowego w Kalifornii 25 października 2017 r.